# Гребенюк Сергій Васильович
Сергій Васильович Гребенюк — молодший сержант Збройних сил України, учасник російсько-української війни. Загинув під час бойового чергування унаслідок ракетного удару по військовій частині.

## Біографія
Народився Сергій Гребенюк у Володимирі-Волинському в сім'ї військових. За рік разом із родиною він перебрався до міста Магдебурга в НДР, де проходив службу його батько. У 1991 році родина повернулась до Володимира, де Сергій Гребенюк з 1992 року навчався в ЗОШ № 3, а з 2001 до 2005 року у Володимир-Волинському агротехнічному коледжі. З 2007 до 2011 року Сергій навчався на заочному факультеті Дрогобицького державного педагогічного університету за спеціальністю маркетолог. Пізніше Сергій вирішив піти на військову службу, яку проходив у окремій роті 1-ї радіотехнічної бригади на околиці рідного міста. 27 лютого 2022 року під час бойового чергування Сергій Гребенюк загинув унаслідок ракетного обстрілу частини. Початково повідомлялося, що Гребенюк був єдиним загиблим під час обстрілу, пізніше повідомлено, що загинули також солдат Іван Білецький з Горішніх Плавнів та старший лейтенант Михайло Шимон з Кам'янського. Похований Сергій Гребенюк 28 лютого 2022 року у Володимирі.

## Нагороди
- орден «За мужність» III ступеня ( 4 березня 2022, посмертно) — за особисту мужність і самовіддані дії, виявлені у захисті державного суверенітету та територіальної цілісності України, вірність військовій присязі.
- Медаль за 15 років сумлінної служби.
- Медаль за сумлінну службу 3 ступеня.
- Нагрудний знак за учасника АТО.